# Alex Alston
Alex Alston (26 tháng 2 năm 1937 – 23 tháng 2 năm 2009) là một cầu thủ bóng đá người Anh thi đấu ở Football League cho Barrow, Bury và Preston North End. Anh trai của ông, Adrian cũng là một cầu thủ bóng đá chuyên nghiệp, đại diện cho Úc ở đội tuyển quốc gia.